# Donnrosenia schaefferi
Donnrosenia schaefferi Long et al., 2008 è un pesce osseo estinto, appartenente agli attinotterigi. Visse nel Devoniano medio (Givetiano, circa 385 milioni di anni fa) e i suoi resti fossili sono stati ritrovati in Antartide. È il più antico pesce osseo trovato su quel continente.

## Descrizione
Questo animale, come molti attinotterigi arcaici, possedeva un corpo ricoperto completamente da scaglie quadrangolari di grandi dimensioni. La testa era grande e munita di grandi occhi spostati nella parte anteriore della testa. Vi era una sola pinna dorsale spostata verso l'indietro, mentre la pinna caudale era asimmetrica e dotata di un lembo robusto nella parte superiore. La forma del corpo, lievemente ingrossata nella parte centrale, era piuttosto diversa da quella slanciata del ben noto Cheirolepis, e assomigliava a quella di altri attinotterigi arcaici come Mimipiscis e Moythomasia.

## Tassonomia
Donnrosenia, oltre a essere il più antico pesce osseo antartico, è anche uno dei primi vertebrati fossili scoperti su quel continente. Esemplari raccolti e illustrati durante la spedizione Terra Nova del 1910 sono infatti ascrivibili a Donnrosenia. Solo negli anni '60 vennero trovati esemplari completi nella Terra di Victoria e soltanto nel 2008 vennero descritti ufficialmente.
Donnrosenia schaefferi è considerato un attinotterigio basale (primitivo) e fa parte di quel gruppo che include anche i successivi Mimipiscis e Moythomasia, del Devoniano superiore.